# Academia de Bellas Artes de Santa Bárbara
Die Academia de Bellas Artes de Santa Bárbara (deutsch Akademie der Schönen Künste der Sankt Barbara) war eine spanische Kunstakademie mit Sitz in Valencia.

## Geschichte
Die Akademie wurde aufgrund eines Erlasses von König Ferdinands VI. aus dem Jahre 1753 gegründet. Benannt wurde die Akademie, die ihre Studiengänge in den Liegenschaften der Universität Valencia anbot, nach Königin Maria Bárbara de Bragança. Die Academia de Bellas Artes de Santa Bárbara, die finanziell wenig Unterstützung erfuhr, wurde 1759 aufgelöst.
Als Nachfolgeinstitution gilt die heutige Real Academia de Bellas Artes de San Carlos de Valencia (deutsch Königliche Akademie der Schönen Künste von San Carlos Valencia).